# Григорій Йосиф Ромашкан
Григорій Йосиф Ромашкан (Ґжеґож Юзеф Ромашкан, пол. Grzegorz Józef Romaszkan; 12 лютого 1809, Кути, Косівський повіт — 11 грудня 1881, Львів) — архиєпископ вірменсько-католицької церкви у 1876—1881 роках.

## Біографія
Представник заможної родини Ромашканів, яка володіла декількома селами на Галичині. При хрещенні отримав ім'я Теодор. Закінчив Станиславівську гімназію. Теологію вивчав у Львові. Висвячений на священника 1834 року архиєпископом вірменсько-католицької церкви Самуїлом Кирилом Стефановичем. Тридцять років пропрацював в архиєпископському банку «Mons Pius», у 1861—1866 роках був заступником голови. Від 1861 року також був управителем земель архиєпархії.
1875 року обраний вікарієм капітули й адміністратором архидієцезії, наприкінці року затверджений імператором Францом Йосифом I, а наступного року преканонізований Папою Пієм IX на нового львівського католицького архиєпископа вірменського обряду. Висвятив його римо-католицький архиєпископ Францішек Вежхлейський. Важливою подією його перебування на посаді було освячення храму св. Григорія Просвітителя в Чернівцях. Під час поїздки на Буковину з дозволу Вежхлейського відвідував з офіційними візитами також католицькі парафії.
Міський радник Львова у 1861—1876 роках. Також, як архиєпископ, мав мандат посла Галицького сейму.
Помер 11 грудня 1881 року. Похований на Личаківському цвинтарі (поле № 57). Пам'ятник на могилі виконав польський скульптор французького походження Антоній Юліан Марікот (працював під прізвищем Ґорґолевський).